# Liste der Monuments historiques in Escles
Die Liste der Monuments historiques in Escles führt die Monuments historiques in der französischen Gemeinde Escles auf.

## Liste der Objekte
| Bezeichnung                | Beschreibung                                                      | Standort                        | Kennzeichnung | Schutzstatus | Datum | Bild |
| -------------------------- | ----------------------------------------------------------------- | ------------------------------- | ------------- | ------------ | ----- | ---- |
| Skulptur Heilige Klara     | Holz, farbig gefasst, Ende des 16. Jahrhunderts                   | in der Kirche St-Étienne (Lage) | PM88000326    | Classé       | 1964  |      |
| Linker Seitenaltar         | Altartisch und Retabel; Stein, farbig gefasst, 1766               | in der Kirche St-Étienne (Lage) | PM88000328    | Classé       | 1982  |      |
| Zwei Kelche                | Goldschmiedearbeit, 19. Jahrhundert                               | in der Kirche St-Étienne (Lage) | PM88001945    | Inscrit      | 1984  |      |
| Kruzifix                   | Holz, farbig gefasst, 16. Jahrhundert                             | in der Kirche St-Étienne (Lage) | PM88000325    | Classé       | 1964  |      |
| Hauptaltar                 | Altartisch und Retabel; Stein, farbig gefasst und vergoldet, 1766 | in der Kirche St-Étienne (Lage) | PM88000327    | Classé       | 1982  |      |
| Rechter Seitenaltar        | Altartisch und Retabel; Stein, farbig gefasst, 1766               | in der Kirche St-Étienne (Lage) | PM88000329    | Classé       | 1982  |      |
| Hochrelief Heiliger Martin | Stein, farbig gefasst, 16. Jahrhundert                            | in der Kapelle St-Martin (Lage) | PM88000330    | Classé       | 1982  |      |